# カクテルフルーツ
カクテルフルーツ（英名:Cocktail Fruit）はミカン科の常緑高木で柑橘類の一種である。主にアメリカ合衆国のカリフォルニア州で生産されており、ブンタンと（Citrus grandis）とマンダリンオレンジ（C. reticulata）の交配種である。
秋から冬に掛けて販売されているが、比較的新しい品種のため、日本国内での商用栽培・収穫は未だ行われていない。

## 特徴
果実は緑色またはオレンジ色。伊予柑より一回り小さく、ソフトボールより若干大きい程度のサイズ。
グレープフルーツより苦味が弱く食べやすい。皮はグレープフルーツやスウィーティー（オロブランコ）より薄く、手で剥くことが可能である。
食味は良いが種がやや多いのが難点である。